# Гударг
Гударг (фр. Goudargues) насеље је и општина у јужној Француској у региону Лангдок-Русијон, у департману Гар која припада префектури Ним.
По подацима из 2011. године у општини је живело 1063 становника, а густина насељености је износила 35,12 становника/km². Општина се простире на површини од 30,27 km². Налази се на средњој надморској висини од 71 метар (максималној 332 m, а минималној 70 m).

## Демографија
| 1962. | 1968. | 1975. | 1982. | 1990. | 1999. | 2011. |
| ----- | ----- | ----- | ----- | ----- | ----- | ----- |
| 637   | 645   | 612   | 680   | 788   | 945   | 1.063 |

График промене броја становника у току последњих година